# Byturus tomentosus
O besouro da framboesa ( Byturus tomentosus ) é uma espécie de besouros da família Byturidae. É uma grande praga que é difundida no centro-norte da Europa, afetando plantas de framboesa, amora e framboesa.
Esta espécie está relacionada com o verme da framboesa ( B. urbanus ) que é nativo da América do Norte.

## Comportamento
Os besouros encontram flores de framboesa usando a visão e o olfato e põem ovos nelas, que eclodem em larvas marrom-claras. As larvas se alimentam do fruto em desenvolvimento e fazem com que o fruto pareça menor e murcho. Os besouros adultos fêmeas podem colocar até 120 ovos. Besouros adultos também se alimentam das folhas da planta e suas flores. Besouros crescidos hibernam no solo abaixo de suas plantas hospedeiras.

## Controle de pragas
Como as larvas ficam escondidas no fruto da framboesa durante a maioria dos estágios de crescimento, os predadores naturais não têm grande influência na população de besouros. O besouro da framboesa é frequentemente controlado pelo uso de derris, um pesticida. Embora os especialistas em cultivo ecológico e orgânico não considerem mais o derris ecologicamente correto, a rotenona, que é feita de derris, ainda é vendida nos EUA. Algumas espécies de framboesas selvagens são resistentes às larvas do besouro.

## Importância econômica

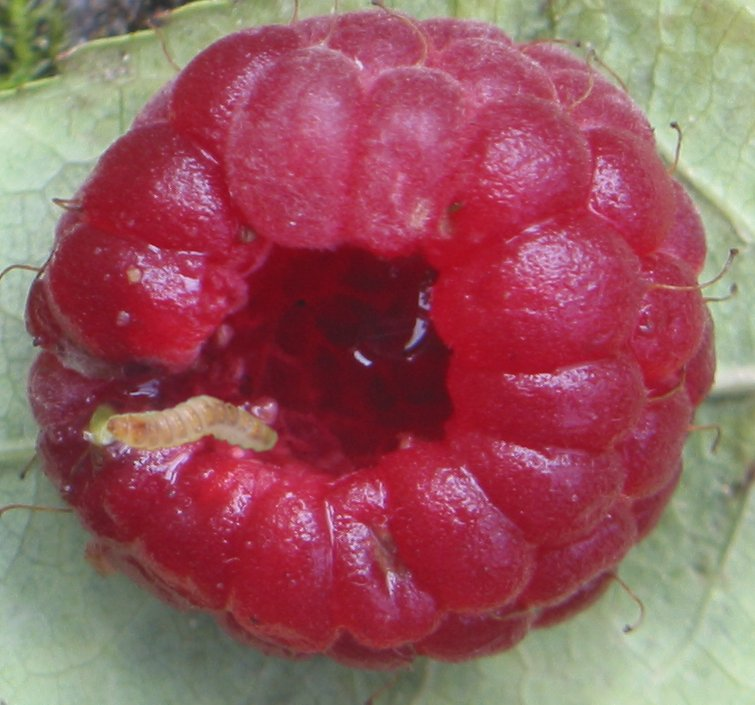
Larva de besouro de framboesa em uma framboesa

A praga danifica framboesas selvagens e cultivadas e também amoras. Os besouros comem porções das flores e dos folíolos jovens e põem seus ovos entre os estames e os pistilos. As larvas túneis no fruto em desenvolvimento que permanecem pequenas, tornam-se pálidas, desbotam ou apodrecem. As larvas então caem no solo e empupam no subsolo. As medidas de controle incluem cavar o solo ao redor dos arbustos e arar entre as fileiras. Os pesticidas químicos podem ser aplicados na fase de floração. Armadilhas pegajosas brancas às vezes são usadas para capturar besouros.